# 钮新强
钮新强（1962年7月2日—），男，浙江湖州人，中国水工结构专家。

## 生平
1983年毕业于华东水利学院。1989年获河海大学硕士学位。2005年获华中科技大学博士学位。2013年当选为中国工程院院士。
2018年2月24日，当选为第十三届全国人大代表。